# Unione Sportiva Palermo 1944-1945
Questa voce raccoglie le informazioni riguardanti l'Unione Sportiva Palermo nelle competizioni ufficiali della stagione 1944-1945.

## Stagione
Alla ripresa delle attività calcistiche dopo un anno (1943-1944), per la Seconda guerra mondiale in Italia, il Palermo, ricostituitosi come Unione Sportiva Palermo (cade quindi ogni riferimento alla Juventina), gioca il campionato siciliano, uscendone vincitore.

## Rosa
| N. |                   | Ruolo | Calciatore       |
| -- | ----------------- | ----- | ---------------- |
|    | Italia (bandiera) | P     | Ivano Corghi     |
|    | Italia (bandiera) | P     | Paolo Calò       |
|    | Italia (bandiera) | D     | Nello Tedeschini |
|    | Italia (bandiera) | D     | Mario Tozi       |
|    | Italia (bandiera) | C     | Gaetano Conti    |
|    | Italia (bandiera) | C     | Giuseppe Moncada |
|    | Italia (bandiera) | C     | Armando Correnti |
|    | Italia (bandiera) | C     | Aristide Noseda  |

| N. |                   | Ruolo | Calciatore                 |
| -- | ----------------- | ----- | -------------------------- |
|    | Italia (bandiera) | C     | Francesco Paolo De Rosalia |
|    | Italia (bandiera) | C     | Mario Galassi              |
|    | Italia (bandiera) | A     | Pietro Bazan               |
|    | Italia (bandiera) | A     | Carmelo Di Bella           |
|    | Italia (bandiera) | A     | Mattaliano                 |
|    | Italia (bandiera) | A     | Mario Riccobono            |
|    | Italia (bandiera) | A     | Umberto Di Falco           |
|    | Italia (bandiera) | A     | Luigi Perugini             |

## Risultati

### Campionato siciliano

#### Prima fase

##### Girone di andata
| Messina 1944 | Peloro | 2 – 2 | Palermo |  |

| Palermo 1945 | Palermo | 6 – 0 | Cefalù |  |

| Sant'Agata di Militello 1945 | Sant'Agata di Militello | 1 – 8 | Palermo |  |

| Palermo 1945 | Palermo | 7 – 0 | Corda Fratres Termini |  |

| Palermo 1945 | Palermo | 11 – 0 | Bagheria |  |

##### Girone di ritorno
| Palermo 1945 | Palermo | 2 – 0 (A tavolino per rinuncia) | Peloro |  |

| Cefalù 1945 | Cefalù | 1 – 2 | Palermo |  |

| Palermo 1945 | Palermo | 7 – 0 | Sant'Agata di Militello |  |

| Termini Imerese 1945 | Corda Fratres Termini | 0 – 2 | Palermo |  |

| Bagheria 1945 | Bagheria | ? – ? | Palermo |  |

#### Quarti di finale

##### Girone di andata
| 1945 | Palermo | ? – ? (Vittoria Palermo) | Alcamo |  |

| 1945 | Corda Fratres Termini | ? – ? (Vittoria Palermo) | Palermo |  |

| 1945 | Juventus Trapani | ? – ? (Vittoria Palermo) | Palermo |  |

##### Girone di ritorno
| 1945 | Alcamo | ? – ? (Vittoria Palermo) | Palermo |  |

| 1945 | Palermo | ? – ? (Vittoria Palermo) | Corda Fratres Termini |  |

| 1945 | Palermo | ? – ? (Vittoria Palermo) | Juventus Trapani |  |

#### Girone finale
| Arbitro: | Anastasi (Messina) |

|             |           |                         |
| Fazzina 77’ | Marcatori | 5’ Bazan 46’ Mattaliano |

| Caltanissetta 10 giugno 1945 | Spal Caltanissetta | 1 – 2 | Palermo |  |

| Arbitro: | Sampognaro (Catania) |

|                                                                    |           |  |
| Mattaliano 26’, 75’, 89’ Riccobono 30’ De Rosalia 43’ Di Falco 73’ | Marcatori |  |

| Palermo 30 giugno 1945 | Palermo | 2 – 0 (A tavolino per rinuncia) | Spal Caltanissetta |  |